# Registrované partnerství v Česku

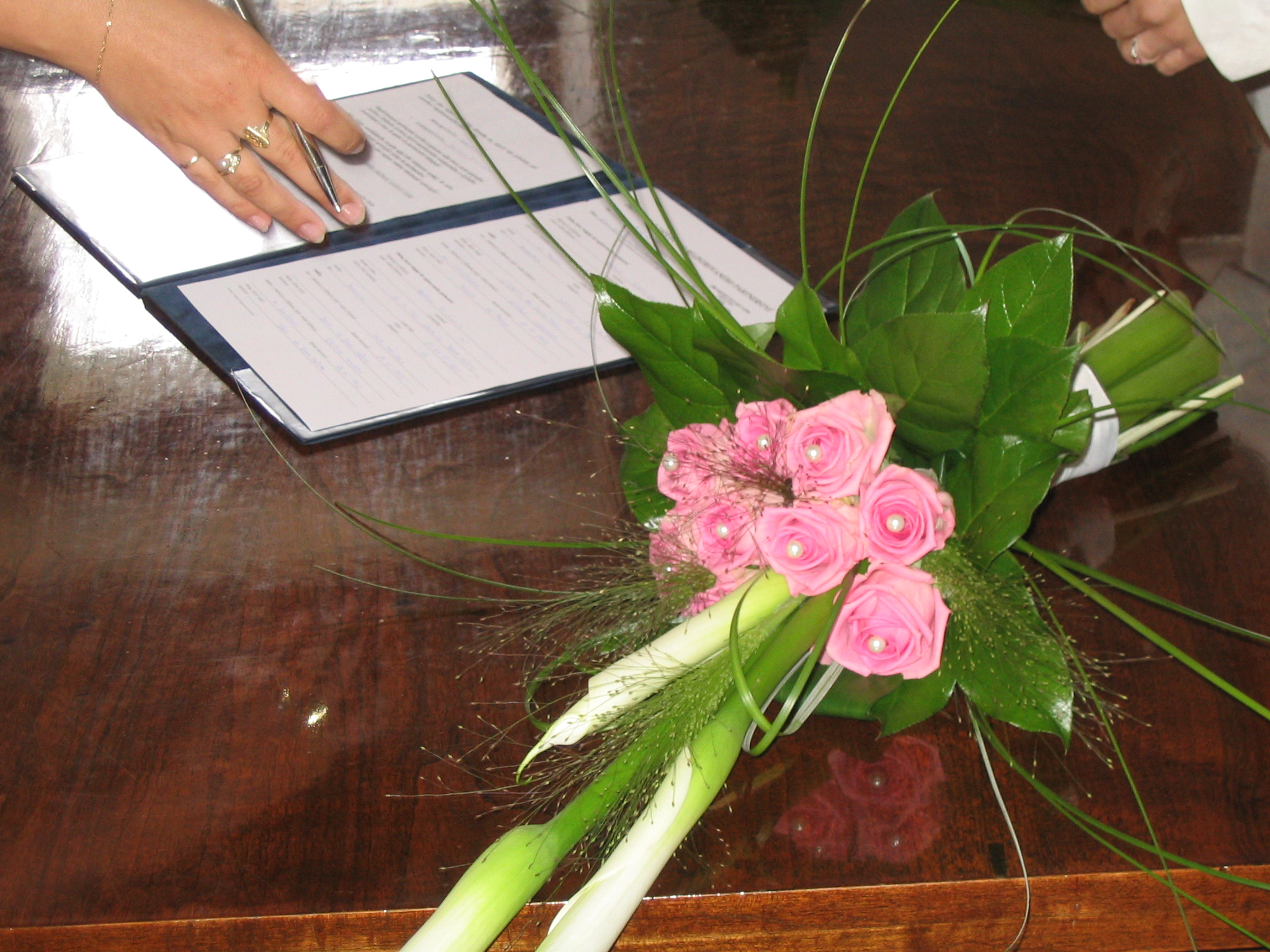
Prohlášení o uzavření registrovaného partnerství

Registrované partnerství je úředně nebo jinak zaznamenané partnerství. Od 90. let 20. století se sousloví v češtině užívá jako ustálený termín pro označení úředně uzavřeného svazku dvou spolu žijících osob podobného manželství, s účinností od roku 2006 je takto oficiálně nazván veřejnoprávně institucionalizovaný svazek dvojic stejného pohlaví podle českého práva, které tento institut klade na roveň obdobným institutům v dalších zemích.
Při schvalování byl tento zákon všeobecně považován za krok vyhovující potřebám homosexuálně orientovaných osob a označován předkladateli též jako krok k jejich zrovnoprávnění, odpůrci zákona naopak za ohrožení konzervativních hodnot, zejména tradiční rodiny.
Použité slovo partner se do češtiny dostalo přes francouzštinu a angličtinu a jeho kořen pochází z latinského slova pars (část); slovo partner znamená v obecném významu účastník, společník, podílník.

## Historie zákona
V Česku byl zákon o registrovaném partnerství v parlamentu navrhován v různých podobách už od 90. let 20. století. V roce 1998 Poslanecká sněmovna zamítla v prvním čtení první ucelený poslanecký návrh zákona o registrovaném partnerství osob téhož pohlaví, který v roce 1997 společně podali Zuzka Rujbrová (KSČM), Jana Gavlasová (ČSSD) a Jaroslav Zvěřina (ODS). Návrh zákona obsahoval paušální odkaz na zákon o rodině a oproti manželství vyjímal jen společnou výchovu dětí a adopci. Jedním z hlavních oponentů zákona byl Marek Benda (ODS), kterému vadilo zejména přiznání daňových výhod, které dle něj souvisejí s výchovnou funkcí rodiny a byly by zneužitelné. Benda se rovněž obával, že do pěti let by byl ze zákona vypuštěn zákaz adopcí.
V roce 1999 sněmovna zamítla další poslanecký návrh zákona o partnerském soužití osob téhož pohlaví. Návrh podali Jan Zahradil (ODS), Monika Horáková (US), Jitka Kupčová (ČSSD) a Zuzka Rujbrová (KSČM). V parlamentní diskusi vynikly z oponentních argumentů zejména názory poslanců za KDU-ČSL Jiřího Karase, který takový institut považoval za demotivující pro ty, kdo by chtěli svou homosexualitu léčit, a Pavla Tollnera, který hovořil o „nepřijatelné apoteóze jednání homosexuálního, bisexuálního a jiných zvráceností“, které, jak uvedl, chtěl původně nazvat „prasečinkami“. Za tento výrok byl kritizován. Sněmovna pak schválila návrh předsedy KDU-ČSL Cyrila Svobody na zamítnutí návrhu.
V roce 2001 vláda Miloše Zemana předložila parlamentu vlastní návrh zákona o partnerském soužití osob stejného pohlaví, vypracovaný z pověření vlády ministrem spravedlnosti Jaroslavem Burešem, avšak Poslanecká sněmovna jej vrátila vládě k dopracování, k čemuž pak už kvůli parlamentním volbám nedošlo. Hlavními argumenty odpůrců zákona byla obava z oslabení postavení tradiční rodiny a možnost výchovy dětí v homosexuálních svazcích. Nový návrh zákona o registrovaném partnerství upravila až v roce 2004 vláda Vladimíra Špidly, ale k projednání do parlamentu jej nepředložila. Gay a lesbické organizace kritizovaly, že k přípravě této verze nebyly přizvány. Mírně upravenou verzi vládního návrhu, připravenou ve spolupráci se zástupci Gay a lesbické ligy, předložila 20. dubna 2004 skupina 9 poslanců – Jitka Kupčová (ČSSD), Taťána Fischerová (US‑DEU), Kateřina Konečná (KSČM), Jan Zahradil (ODS), Jaroslav Zvěřina (ODS), Zdeněk Jičínský (ČSSD), Vladimír Koníček (KSČM), Pavel Svoboda (US‑DEU) a Vlastimil Ostrý (US‑DEU), ten však byl v únoru 2005 sněmovnou zamítnut.
Až další poslanecký návrh z dubna 2005 byl schválen Poslaneckou sněmovnou 16. prosince 2005 a pak Senátem 26. ledna 2006. Prezident republiky Václav Klaus však zákon vetoval. Veto bylo nakonec přehlasováno Poslaneckou sněmovnou dne 15. března 2006.
Institut registrovaného partnerství tak v Česku platí od 1. července 2006, kdy nabyl účinnosti zákon č. 115/2006 Sb., o registrovaném partnerství.
Podle českého práva trvající registrované partnerství bránilo až do roku 2016 tomu, aby se některý z partnerů stal osvojitelem dítěte. Rada vlády pro lidská práva shledala takové ustanovení za diskriminační a vyzvala ministra pro lidská práva, aby předložil vládě návrh na nápravu tohoto stavu, který je dle právní analýzy Jana Wintra v rozporu s Evropskou úmluvou o ochraně lidských práv a základních svobod i s ústavním pořádkem České republiky. Odstranění právní bariéry nakonec zajistilo rozhodnutí Ústavního soudu.
Registrované partnerství bylo do konce roku 2019 v České republice uzavřeno mezi 3625 páry z toho 2207 mužských a 1418 ženských. U přibližně 300 svazků byl vždy jeden z registrované dvojice zahraničního původu. Nejčastěji se jednalo o občany slovenské národnosti. Za dobu 14 let bylo zrušeno 915 partnerství. Z dat není zřejmé, jestli se páry rozcházejí úmrtím nebo "rozvodem".  Do roku 2011 počet párů vstupujících do RP klesal, od té doby mírně roste s výraznějším skokovým nárůstem v roce 2016, kdy začalo vstupovat i výrazněji více ženských párů než do té doby. To může souviset mimo jiné se snahou o právní změny (např. prosazení tzv. přiosvojení předloženého Poslanecké sněmovně již 2013). Násobně více párů vstupuje v Praze, kde dlouhodobě vstupuje více mužských než ženských párů. Od roku 2018 vstupuje prakticky ve všech krajích, vyjma Prahy, více ženských párů do RP.
Někteří politici a odborníci prosazovali místo speciálního institutu pro dvojice osob stejného pohlaví, výkladem asociovaného s homosexuální orientací, šířeji pojatý institut, který by nebyl vázaný na pohlaví partnerů. V roce 2011 se pro podobné řešení vyslovili například David Elischer z pražské právnické fakulty, ředitelka České demografické společnosti Jitka Rychtaříková, dlouhodobě ho podporuje Petr Nečas, vstřícně se k němu stavěl i ministr Jaromír Drábek, místopředsedkyně Věcí veřejných Dagmar Navrátilová a Vladimír Špidla. Proti se vyjádřili například ministr Jiří Pospíšil či tvůrce návrhu nového občanského zákoníku Karel Eliáš.
Od ledna 2024 bylo umožněno registrované partnerství uzavřít na jakémkoliv matričním úřadě. V únoru 2024 schválila Poslanecká sněmovna novelu měnící označení „registrované partnerství“ na pouhé „partnerství“ a přidělující partnerům další práva, např. společné jmění partnerů či vdovské a vdovecké důchody. V dubnu téhož roku odmítli senátoři o novele vůbec jednat, čímž ji prakticky schválili bez dalších úprav, tj. v podobě, v jaké prošla Poslaneckou sněmovnou.

## Vstup do partnerství a jeho zánik
Registrované partnerství v ČR mohou uzavřít dvě dospělé osoby stejného pohlaví (dvě ženy nebo dva muži), z nichž aspoň jedna má české státní občanství. Uzavírá se před pověřeným matričním úřadem (vždy jen jeden v kraji, partnerství osob bez trvalého pobytu v ČR registruje Úřad městské části Brno-střed). Matriční úřad vede knihu registrovaných partnerství a k ní sbírku listin, umožňuje do nich též nahlédnout a vydává výpisy z knihy. Kniha registrovaných partnerství je minimálně jednou ročně kontrolována krajským úřadem.
Partneři před úřadem činí prohlášení, které může, ale nemusí proběhnout veřejným a slavnostním způsobem. Při prohlášení musejí oba partneři předložit příslušné doklady. Pokud má osoba trvalé bydliště na území České republiky, prokáže totožnost a připojí rodný list, osvědčení o státním občanství ČR (ne však starší než 3 měsíce) a občanský průkaz. V případě, že je tato osoba rozvedená, ovdovělá, či ukončila jiné registrované partnerství, předloží pravomocný rozsudek soudu, nebo úmrtní list zemřelého partnera. Tytéž podmínky platí pro osoby žijící s trvalým pobytem v cizině, pouze mohou být nahrazeny prohlášením příslušné země, že takové doklady vynadává. Výjimku tvoří osoby, kterým byl udělen azyl – mohou nahradit doklady čestným prohlášením.
Po učinění prohlášení obou partnerů úřad provede zápis do knihy registrovaného partnerství a vydá doklad o registrovaném partnerství. Tento stav se partnerům zapisuje i do občanského průkazu. Uzavření partnerství brání trvající manželství nebo registrované partnerství některého z partnerů.
Partnerství zaniká úmrtím, prohlášením za mrtvého, změnou pohlaví nebo rozhodnutím soudu o jeho zrušení, a to po vzájemné dohodě nebo i jen na žádost jednoho z partnerů, pokud ten prokáže, že partnerský vztah již fakticky netrvá.
Podle Českého statistického úřadu je rozvodovost u registrovaných partnerství výrazně nižší než u manželství. Od uzákonění registrovaného partnerství se rozvedlo 14,5 procenta z celkového počtu registrovaných párů. U manželství se pohybovala rozvodovost v posledních letech podle údajů Českého statistického úřadu každoročně kolem 50 procent a manželé se nejčastěji rozváděli zhruba po třech až pěti letech od svatby. 

## Registrující matriční úřady
Osoby, které mají zájem vstoupit do registrovaného partnerství tak nemohou učinit před kterýmkoli matričním úřadem v České republice. Tuto možnost mají pouze u vybraných matričních úřadů, které zastupují celý konkrétní správní obvod. V České republice touto kompetencí disponuje celkem čtrnáct úřadů.
Na konci roku 2022 přislíbil ministr vnitra Vít Rakušan, že v rámci novely zákona o matrikách bude umožněno uzavírání partnerství stejně jako manželství. V dubnu 2023 návrh schválila vláda a na konci května prošel Poslaneckou sněmovnou do druhého čtení.
| Matriční úřad                                   | Správní obvod        |
| ----------------------------------------------- | -------------------- |
| Úřad městské části Praha 1                      | Hlavní město Praha   |
| Magistrát města Kladno                          | Středočeský kraj     |
| Magistrát města České Budějovice                | Jihočeský kraj       |
| Úřad městského obvodu Plzeň 3                   | Plzeňský kraj        |
| Magistrát města Karlovy Vary                    | Karlovarský kraj     |
| Úřad městského obvodu Ústí nad Labem-město      | Ústecký kraj         |
| Magistrát města Liberec                         | Liberecký kraj       |
| Magistrát města Hradec Králové                  | Královéhradecký kraj |
| Magistrát města Pardubice                       | Pardubický kraj      |
| Magistrát města Jihlava                         | Kraj Vysočina        |
| Úřad městské části Brno-střed                   | Jihomoravský kraj    |
| Magistrát města Olomouc                         | Olomoucký kraj       |
| Magistrát města Zlín                            | Zlínský kraj         |
| Úřad městského obvodu Moravská Ostrava a Přívoz | Moravskoslezský kraj |

## Práva a povinnosti
Osoby žijící v registrovaném partnerství nemají stejná práva a stejné povinnosti jako osoby žijící v manželství. Jsou si rovny, mají právo zastupovat jeden druhého v běžných záležitostech. Další vlastností, kterou má i klasické manželství,  je právo na informaci o zdravotním stavu druhého partnera. 
Co se společného jmění partnerů týká, v případě registrovaného partnerství žádné nevzniká. A tak zatímco v manželství platí, že co po svatbě nabudete či nakoupíte, patří oběma partnerům rovným dílem (není-li předmanželskou smlouvou stanoveno jinak), v registrovaném partnerství zůstává všechno, co jeden z partnerů koupí či jinak získá, v jeho osobním vlastnictví. 
Podobný princip je uplatňován i v případě zadlužení – každý z partnerů si za své dluhy odpovídá sám a nemohou být od toho druhého vymáhány. (V manželství se naopak dluhy vzniklé po svatbě dělí rovným dílem mezi oba partnery.) Je ale nutné mít na paměti, že exekutor má právo přijít do společné domácnosti sepsat a popřípadě zabavit majetek. V takovém případě je nutné doložit doklady o vlastnickém právu a následně budou dané předměty ze soupisu vyškrtnuty. 
V otázce dědictví český právní řád přistupuje k registrovaným partnerům totožně jako k manželům. Registrovaní partneři či partnerky po sobě dědí ze zákona, není tedy nutné sepisovat závěť. Registrovaní partneři dědí, stejně jako manželé, v první dědické skupině, společně s dětmi zemřelého partnera a to tak, že majetek se dělí rovným dílem. Rovněž platí, že v první skupině nemůže dědit pozůstalý sám. Pokud tedy zemřelý nemá děti, bude pozůstalý dědit v druhé dědické skupině společně s jeho rodiči a lidmi, kteří se zemřelým žili před smrtí minimálně jeden rok ve společné  domácnosti a pečovali o něj nebo na něj byli odkázáni výživou. V takovém případě je dále stanoveno, že pozůstalému partnerovi musí připadnout minimálně polovina dědictví. Pokud bude pozůstalý sám i ve druhé dědické skupině, náleží mu celé dědictví. Stejně jako každý jiný dědic může i pozůstalý registrovaný partner dědictví odmítnout.
Co se týče vyživovací povinnosti, mají registrovaní partneři vůči sobě stejnou vyživovací povinnost jako manželé – měsíční příjmy se tedy sečtou a vydělí dvěma. Pokud je jeden z dvojice nezaměstnaný a tudíž jen v domácnosti, má nárok na stejnou životní úroveň. Pokud vymáháme výživné, vyživovací povinnost mezi registrovanými partnery stojí nad vyživovací povinností dětí k rodičům. Povinnost vyživovat partnera končí až s koncem registrovaného partnerství, avšak poslední slovo má vždy soud (toto platí v případě, pokud se partner  např. ze zdravotních důvodů uživit nedokáže).   Soud může nařídit jednomu partnerovi vyživovat partnera neodpovědného z rozpadu svazku, a to i ve stejné výši jako mezi registrovanými partnery (v případě stejné výše maximálně tři roky). Vyživovací povinnost zaniká, když je jeden z partnerů prohlášen za mrtvého, nebo bývalý partner uzavře nové manželství či registrované partnerství. Při ukončení vyživovací povinnosti je vyplácena jednorázová částka na základě smlouvy. 
S uzavřením registrovaného partnerství nedochází ke vzniku společného nájmu bytu, jako je tomu u manželství. Pokud chtějí partneři být ve společném nájmu, musí se dohodnout s vlastníkem bytu v nájemní smlouvě. Partneři mají právo byt užívat stejnou měrou. V případě smrti partnera přejde nájem bytu na druhého z partnerů; toto se děje za předpokladu, pokud partneři v době smrti byt sdíleli. 
Z hlediska trestního práva se na registrovaného partnera pohlíží jako na osobu blízkou. Není tedy trestné, když jeden z partnerů pomůže uniknout trestnímu stíhání či trestu. Partner nemusí oznámit trestný čin svého partnera, pokud by tím byl vystaven trestnímu stíhání. Partner má právo vybrat druhému partnerovi obhájce, pokud tak neučiní sám. Pokud se jeden z partnerů dopustí trestného činu na druhém partnerovi, bude trestně stíhán pouze se souhlasem. 
Nejvíce kontroverzní téma jsou adopce dětí. Ty můžeme odlišit na individuální či párovou (společnou) adopci "cizího" dítěte a adopci dítěte partnera/partnerky, tzv. přiosvojení. Před červnem 2016 platilo, že adopce u registrovaných partnerů (na rozdíl od manželů) nebyla možná. Osoba, která je svobodná, si ale dle českého právního řádu dítě osvojit směla, a to bez ohledu na sexuální orientaci. Tento stav byl dle nálezu Ústavního soudu z června 2016 diskriminační, a proto se Ústavní soud rozhodl zrušit část zákona, která adopci znemožňovala.

## Děti a změna zákona o registrovaném partnerství
Tento aspekt výslovně upravuje §13 zákona o registrovaném partnerství. Pokud je dítě v péči jednoho z partnerů a oba partneři žijí ve společné domácnosti, podílí se na výživě i druhý partner a vztahují se na něj všechny povinnosti (odst. 3 § 13). Trvající partnerství až do roku 2016 bránilo individuálnímu osvojení dítěte (odst. 2 § 13). Partneři stále nemohou dítě adoptovat ani spolu, ani dítě druhého partnera. Oficiálně nejsou přístupny párům stejného pohlaví asi služby asistované reprodukce, proto ty (především ženské) páry, které je chtějí v Česku využít zpravidla do registrovaného parnterství nevstupují, aby mohly u poskytovatelů předstírat s nějakým mužem nesezdaný heterosexuální neplodný pár, a na služby tak dosáhnout.
V srpnu roku 2013 předložila skupina dvaceti poslankyň a poslanců (vedená Janou Černochovou, ODS) napříč stranami novelu (předpokládaný odst. 2a § 13), kterou připravila Platforma pro rovnoprávnost uznání a diverzitu (PROUD) a jež řešila tzv. přiosvojení, tedy adopci biologického dítěte partnerem/partnerkou (tzv. sociální rodič) jeho rodiče. Tedy dítěte, které již v domácnosti páru žije a jeho druhý biologický rodič je buď neznámý, nebo pokud by jeho druhý rodič o něj nepečoval a souhlasil s osvojením. V případě, že by dítě bylo starší dvanácti let, muselo by se svým osvojením souhlasit také. Kvůli pádu vlády, předčasným volbám a tudíž rozpuštění Poslanecké sněmovny nebyla novela nijak projednána. Po ustavení nové Sněmovny byla z iniciativy Proudu v září 2014 tato novela opětovně předložena. Předkladatelkou byla Radka Maxová (hnutí ANO) s dalšími 26 poslanci a poslankyněmi napříč politickým spektrem (vyjma KDU-ČSL) (poslanecký tisk 320/0). V říjnu byl návrh poslán vládě, která nezaujala stanovisko. Projednávání této novely bylo odkládáno až do května roku 2015, kdy se platforma PROUD spolu s Maxovou snažila zařadit novelu jako pevný bod programu schůze Poslanecké sněmovny. Návrh na toto zařazení na program schůze nebyl 19. května 2015 odsouhlasen plénem Poslanecké sněmovny.
V září roku 2015 se vyjádřil ministr pro lidská práva, rovné příležitosti a legislativu Jiří Dienstbier, že v případě, že se nepodaří v brzké době projednat návrh ve Sněmovně, předloží ho spolu s ministrem spravedlnosti Robertem Pelikánem jako návrh vládní. Tento návrh vznikl na jaře roku 2016 a přiosvojení řešil spolu s právy na bydlení, dědictví, výživné a sirotčí dávky (úpravy § 7 a § 8, nově § 13a, § 18 a § 19). V říjnu 2016 o něm poté hlasovala Vláda ČR a za podpory ministrů a ministryň za ČSSD a ANO (ministři za KDU-ČSL byli proti) byl vládou přijat (Usnesení vlády č. 931). Mezitím se v červnu 2016 do prvního čtení dostala novela poslanecká, při jejímž projednávání byly mediálně nejvíce diskutovány výroky poslankyně Pavlíny Nytrové (tehdy ČSSD). Projednávání bylo ale přerušeno z důvodu začátku letní přestávky Poslanecké sněmovny, která se již nikdy k projednávání nevrátila, a to i přes pokusy poslankyně Maxové v únoru 2017 zařadit první čtení poslanecké (nebo v té době již existující ministerské) novely jako pevný bod programu příslušných schůzí. První čtení nebylo dokončeno a po volbách v říjnu 2017 již nebyla novela týkající se přiosvojení znovu předložena, jelikož byla v roce 2018 (a opakovaně v roce 2022 po dalších volbách) do Poslanecké sněmovny předložena novela občanského zákoníku otevírající manželství párům stejného pohlaví.
Ke změně ve vztahu registrovaného partnerství a rodičovství ale nakonec došlo díky rozhodnutí Ústavního soudu, který na návrh Městského soudu v Praze v červnu 2016 zrušil ustanovení § 13 odst. 2 zákona o registrovaném partnerství, jež bránilo osvojení, neboť jej shledal rozporným s právem na lidskou důstojnost, s právem na soukromý život a se zákazem diskriminace. Nově tak osoba žijící v registrovaném partnerství adoptovat dítě může, občanský zákoník ale i nadále vylučuje společnou adopci (joint adoption). Také pokud by si jeden z partnerů osvojil dítě druhého partnera, což je v Česku možné jen v manželství, z matriky bude vypuštěn zápis o druhém původním rodiči, což je možné ve chvíli, kdy druhý původní rodič nežije, nebo dá s tzv. přiosvojením souhlas.

## Politické postoje
Ačkoliv je zákon o registrovaném partnerství součástí českého právního řádu, postoje politiků a politických stran se k této otázce i po jeho přijetí různí.
Pro podporu zákona i homosexuální menšiny se zpravidla vyjadřují liberální politici, naopak konzervativní a krajně pravicové strany s formulací zákona nesouhlasí.
Například Strana zelených uvádí, že „podpoří rozšíření institutu registrovaného partnerství dvou osob bez ohledu na jejich pohlaví či vztah“. Podporuje zároveň i rozšíření statusu manželství pro páry stejného pohlaví, podobně jako je tomu například ve Francii, Belgii nebo Anglii. Liberální Česká pirátská strana pak podporuje „rovnoprávnost různých forem životních partnerství“.
Naopak konzervativní krajně pravicová Národní demokracie ve svém programu odmítá „tzv. práva homosexuálů a dalších sexuálních ‚menšin‘“. V programu uvádí, že „ve zdravé společnosti může existovat jedině rodina složená z muže, ženy a dětí“. Výslovně zde poukazují na to, že registrované partnerství nepřipouští a že homosexualita je nemoc, která by měla být léčena.
Většina parlamentních politických stran se ve svých programech k problematice registrovaného partnerství příliš nevyjadřuje. Jejich názory jsou tak zřejmé především z předkládaných novel zákona o registrovaném partnerství či z vyjádření jednotlivých straníků.
V současnosti[kdy?] se diskutuje o možnosti osvojení dítěte v homosexuálním páru. Navrhovatelkou zákona byla ministryně pro místní rozvoj Karla Šlechtová (ANO), pro tento návrh se vyslovili zástupci sociální demokracie, proti jsou naopak lidovci.
Přesto, že byl zákon o registrovaném partnerství přijat za vlády sociální demokracie, ani tato strana není v otázce těchto svazků jednotná. Liberální křídlo strany, které reprezentuje například Jiří Dienstbier, Bohuslav Sobotka nebo Michaela Marksová se k sexuálním menšinám staví pozitivně. Proti tomu konzervativní křídlo představované například Zdeňkem Škromachem je v otázce vstřícnosti k sexuálním menšinám zdrženlivější.[zdroj?]

### Postoje jednotlivých politiků
Václav Votava, poslanec ČSSD: „Vnímám totiž snahu o přijetí zákona z velké míry jako snahu o společenské uznání.“
Cyril Svoboda, bývalý předseda KDU-ČSL: „Podle mého názoru nejde o žádný krok moderní nebo liberalizační. Podle mého názoru stav společnosti volá po jistém konzervativismu, po jistém návratu k tradičním hodnotám. Podle mého názoru tento zákon relativizuje hodnotu rodiny.“
Václav Klaus, bývalý prezident: „Faktické soužití neboli partnerství osob stejného pohlaví v naší zemi existovalo v minulosti, existuje dnes a existovat bude nepochybně i v budoucnosti. Cílený, vědomý a záměrně prováděný proces legitimizace (…) vytvořil pro tuto menšinu v podstatě bezproblémové prostředí jak pro vztahy mezi jejími příslušníky navzájem, tak pro vztahy jejich příslušníků vůči jiným lidem, a zajistil víceméně neutrální přijímání této menšiny ve společnosti.“ (tak Václav Klaus zdůvodnil veto, kterým zákon odmítl v únoru 2006).
Magazín LUI před prezidentskými volbami v roce 2013 zanalyzoval názory jednotlivých prezidentských kandidátů na registrované partnerství:
- Jana Bobošíková, známá svými konzervativními názory, se sice vyjádřila proti postavení manželství a registrovaného partnerství na stejnou úroveň, připustila však možnost adopce dětí homosexuálními páry.
- Jiří Dienstbier uvedl, že jednou z jeho priorit je ochrana práv menšin, z pozice ministra pro lidská práva pak sám navrhoval novely zákona o registrovaném partnerství.
- Jan Fischer, stejně jako Bobošíková, odmítl zrovnoprávnění manželství a partnerství, podpořil však tezi rozšíření práv homosexuálních párů.
- Táňa Fischerová se staví k LGBT komunitě pozitivně, sama byla jednou z předkladatelek zákona.
- Vladimír Franz podpořil zrovnoprávnění manželství a partnerství. Zastává ve vztahu k LGBT komunitě liberální postoje.
- Zuzana Roithová, členka KDU-ČSL, se zdrženlivému názoru vlastní strany vůči partnerství nevzpouzela. Odmítla adopci dětí homosexuálními páry.
- Karel Schwarzenberg se sice stavěl proti výhradám lidovců, zrovnoprávnění manželství a partnerství ale také odmítl.
- Přemysl Sobotka odmítl zrovnoprávnění manželství s partnerstvím, ohledně adopcí jasno nemá.
- Miloš Zeman zastává poměrně liberální politiku vůči LGBT komunitě. Považuje to ale za privátní sféru, do které by neměli politici tolik zasahovat.

## Rozdíl mezi registrovaným partnerstvím a manželstvím
Registrované partnerství je svazek, jež mohou zavřít osoby stejného pohlaví. Mnozí se někdy mylně domnívají, že je to stejný druh svazku jako manželství, jen se nazývá jinak, protože je určen homosexuálům. Tomu tak ale není, protože se od manželství odlišuje nejen názvem, ale i právy. Osoby stejného pohlaví smějí uzavírat partnerství pouze na úřadech, a to jen v krajských městech, není ani možné, aby pár oddala církev. Přítomen je pouze matrikář a obřad je proveden bez nutné přítomnosti svědků. Příjmení jim zůstávají a pokud touží po změně, tak si o ni musí za poplatek zažádat. Dále partneři nemají společné jmění, jejich majetek tedy není sloučen, jen v případě, že si ho sami sloučí do spoluvlastnictví. Nemají nárok na vdovský a vdovecký důchod a ani adopci dětí. Dne 28. června 2016 však byl i navzdory tomu Ústavním soudem zrušen § 13 odst. 2 zákona č. 115/2006 SB. o registrovaném partnerství, který zakazoval jednomu z partnerů, aby si individuálně dítě osvojil. V současné době je vyvíjen tlak na to, aby se registrované partnerství zrovnoprávnilo s manželstvím.
| Manželství | Registrované manželství |
| Symbolické, pocitové | Symbolické, pocitové |
| --- | --- |
| Manželé | Registrovaní partneři |
| Manželství je základním kamenem rodinného práva | Registrované partnerství je administrativním úkonem |
| Snoubenci se mohou vzít na téměř jakékoliv matrice | Registrovaní partneři jen na 14 různých úřadech |
| Dva svědci | Bez svědků |
| Prohlášení činí před starostou, místostarostou nebo pověřeným členem zastupitelstva, v případě církevního sňatku před knězem či jinou pověřenou osobou | Pouze před matrikářem |
| Manželstvím získávají manželé příbuzné, jejichž vztah je zákonem uznáván | Zákon např. švagry a švagrové registrovaných partnerů neuznává |
| Praktické | |
| Pracovní volno dva dny na svatbu | Není |
| Automaticky vzniká společní jmění manželů. Jeho existence zlehčuje život manželů, kteří si nemusí ke všemu udělovat plnou moc. Také znamená, že a jednoho z manželů může při dědění připadnout větší podíl, než na registrovaného partnera. Dále je společné jmění výhodnější z hlediska daní. | Nevzniká, partneři jsou jen podíloví spoluvlastníci. Není žádná úprava vypořádání majetku v případě rozpadu vztahu                                                                        |
| Při uzavření sňatku si snoubenci mohou určit, jaké společné příjmení budou používat | Nelze, je třeba žádat dodatečně po registraci |
| Mají nárok na vdovský a vdovecký důchod | Nemají |
| Po úmrtí manžela přechází na manžela nárok na různé dávky (důchod, nemocenské atd.) | Nepřechází |
| Děti mají nárok na sirotčí důchod po svém rodiči | Děti tento nárok nemají ve vztahu k partnerovi, který není biologickým rodičem |
| Ve vztahu k dětem | |
| Manžel může přiosvojit dítě druhého manžela (například z předchozího vztahu) | Nelze |
| Mohou společně osvojit dítě z ústavu | Nelze |
| Mohou být společnými pěstouny | Nelze |
| Podmínkou rozvodu je úprava vztahů k dětem | Není upraveno. Partner, který není biologickým rodičem, nemá automaticky možnost děti dále vídat. Může být ale soudně shledán osobou blízkou a způsob setkávání může být soudně stanoven. |

Podobnosti a odlišnosti s manželstvím nejsou ale jen v souvislosti s právy, resp. jejich absencí. Z dat Ministerstva vnitra z roku 2020 vyplývá, že sice "rozvodovost" registrovaných partnerství byla za dobu 14 let existence čtvrtinová, nicméně zrušená parnterství z prvních pěti let existence RP se blíží k 50 %, což je podobné manželství. Partnerky uzavírající partnerství jsou v průměru mladší než vstupující muži (33 oproti 37 letům), což je podobné jako u věku novomanželek a novomanželů, jen zhruba o tři roky méně (30, resp. 32 let věku). Oproti manželstvím mají obzvláště mužské registrované páry častěji vyšší věkový rozdíl mezi partnery (tedy nižší tzv. věkovou homogamii). Zásadním rozdílem je, že i když není v Česku manželství tak oblíbeným institutem jako jinde v zahraničí, žije v něm stále většina populace (přes polovinu ve věku 18-65 podle Sčítání 2021), zatímco gayů, leseb či bisexuálních žen a mužů do registrovaného partnrství vstoupily jednotky procent.

## Snahy o stejnopohlavní manželství
V Česku se přinejmenším od dubna 2017 začalo diskutovat o možnosti uzavření manželství mezi páry stejného pohlaví. Za tímto účelem Prague Pride, Amnesty International, PROUD, Logos ČR a několik dalších neziskových organizací vytvořilo tzv. koalici za manželství, která začala realizovat kampaň s názvem Jsme fér. Kampaň byla aktivní obzvláště během voleb do Poslanecké sněmovny na podzim 2017. V jejím průběhu byly zjišťovány názory českých politiků na možnost vstupu stejnopohlavních párů do manželství. Za hnutí ANO podpořil uzavření manželství gayů a leseb například předseda hnutí Andrej Babiš, z ČSSD ministr pro lidská práva Jan Chvojka, mezi Piráty hned šest lídrů a také dva lídři hnutí STAN, dále tři lídři Zelených a jeden od Svobodných. Tento návrh nepodpořil nikdo z KDU-ČSL, ODS ani SPD.
V roce 2018 byla do Poslanecké sněmovny předložena novela občanského zákoníku, která měla otevřít manželství i pro páry stejného pohlaví. Poslanecká novela s hlavní předkladatelkou Radkou Maxovou (tehdy ANO) byla podpořena vládou ANO a ČSSD. Úspěšně prošla prvním čtením započatým 31. prosince 2018 a dokončeným 29. dubna 2021. Kvůli konci funkčního období Sněmovny se ale zákon nedostal dále než do druhého čtení. 
Po vzniku následující Poslanecké sněmovny po volbách 2021 byla novela předložena opět, a to 31. května 2022. V předkládající skupině vedené Josefem Bernardem měli zastoupení ANO, ODS, STAN, TOP 09 a Piráti. Téměř rok se však návrh nedostal na pořad jednání, a tak u příležitosti Mezinárodního dne proti homofobii 17. května 2023 poslankyně Jana Pastuchová (ANO) navrhla do programu aktuální schůze zařadit projednání návrhu napevno. V hlasování však neuspěla. Dne 30. května téhož roku podala návrh na pevné zařazení do programu Markéta Pekarová Adamová (TOP 09), tentokrát úspěšně. Stejně tak Sněmovna schválila zařazení protinávrhu na ústavní ukotvení výlučně heterosexuálního manželství, který vznesl Marek Benda (ODS). Následujícího dne bylo zahájeno tzv. první čtení novely, a to krátce poté, co byla do druhého čtení propuštěna úprava matričního zákona umožňující mimo jiné uzavírání registrovaného partnerství na všech, nikoli jen vybraných matričních úřadech. Dne 29. června 2023 schválila Poslanecká sněmovna v prvním čtení novelu občanského zákoníku umožňující stejnopohlavní manželství. Ve druhém čtení na počátku února 2024 bylo k navržené novele podáno hned několik pozměňovacích návrhů a 28. února téhož roku schválila Poslanecká sněmovna ve třetím čtení novelu umožňující jen úpravu některých parametrů stejnopohlavních partnerství při změně názvu z registrovaného partnerství na partnerství, avšak zachování institutu odděleně od různopohlavního manželství.